# Łódzki Związek Harcerzy Polskich
Łódzki Związek Harcerzy Polskich (ŁZHP) – nieistniejąca organizacja harcerska działająca w Łodzi oraz okolicach w latach 1916-1918. Powstała w wyniku wewnętrznych konfliktów ideologicznych w łódzkim środowisku instruktorów harcerskich Polskiej Organizacji Skautowej. Instruktorzy popierający koncepcje narodowo-demokratyczne sprzeciwili się udziału harcerzy w działaniach zbrojnych I wojny światowej i utworzyli odrębną organizację rejestrując statut 28 listopada 1916 r. Na czele organizacji stanął Czesław Świerczewski. ŁZHP było wychowawczym, patriotycznym, dobrowolnym i samorządnym stowarzyszeniem, otwartym dla chłopców pochodzenia polskiego.
Organizacja została rozwiązana w 1918 r., w wyniku ukonstytuowania się ogólnopolskiego Związku Harcerstwa Polskiego podczas Zjazdu Zjednoczeniowego w Lublinie..